# Mândria Brighton

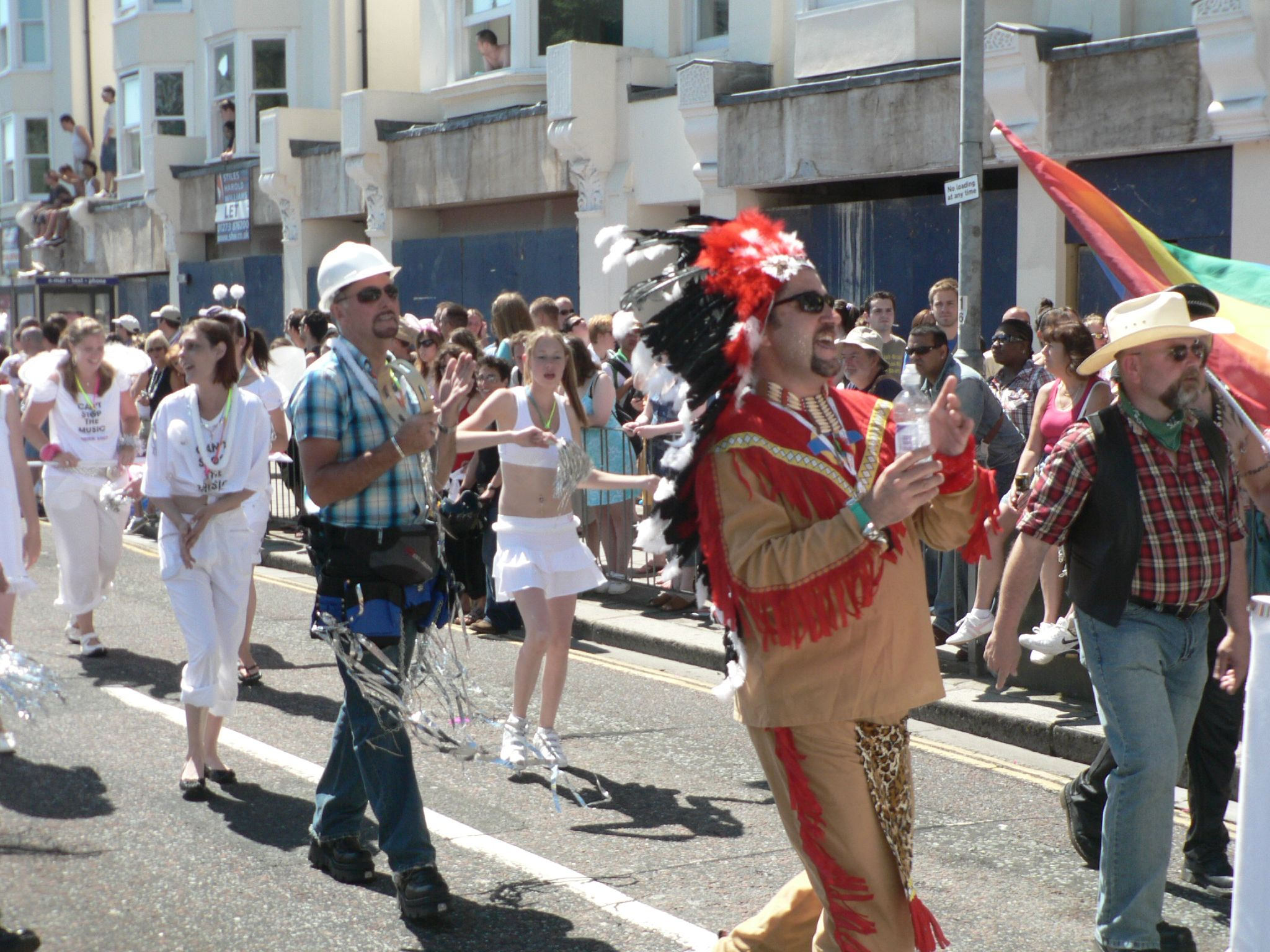
Oamenii se bucură anual de carnavalul „Mândria Brighton, în 2007

„Mândria Brighton și Hove” este un eveniment anual care are loc în orașul Brighton and Hove, Anglia, organizat de „Mândria Brighton”, o companie de interes comunitar (CIC) care promovează egalitatea de șanse și diversitate înaintea învățământului,  pentru a elimina discriminarea persoanelor lesbiene, gay, bisexuale și transgender (LGBT) ale comunității.
Marele eveniment este un festival de vară organizat anual care a avut loc în prima săptămână a lunii august și de obicei, constă într-o paradă prin centrul orașului, un festival în parcul Preston, o petrecere sătească de gay și alte petreceri de club. Începând cu anul 2013, a inclus, de asemenea, un festival de film și artă și un show Pride Dog.
„Mândria Brighton” atrage un număr estimat de 300.000 de persone pe parcursul întregii parade, la festivalul din parcul Preston și petrecerea sătească „Mândria” în Kemptown care este recunoscută în Marea Britanie ca cel mai mare festival de acest gen. Evenimentul aduce 2% din vizitatorii anuali ai orașului într-o singură zi și o valoare estimată de 18 milioane de lire sterline pentru economia orașului, aceasta fiind considerată ca una dintre principalele modalități de creștere a economiei turistice din Brighton

## Istoria
„Mândria Brighton și Hove” a început cu o demonstrație de gay în Brighton, Marea Britanie în octombrie 1972 organizată de Sussex Gay Liberation Front (SGLF) și un „marș al mândrie”, în iulie 1973.
„Mândria” a revenit în oraș, în anul 1991, cu „Zona Brighton de acțiune împotriva secțiunii a 28-a”, care a adus sute de persoane în stradă. Prima paradă „Mândria Brighton” a avut loc în 1992 și a continuat să crească în mod semnificativ ca dimensiuni, în următorii ani, cu sprijinul sponsorilor, pub-urilor, cluburilor și a travestițiilor. Din 1996, festivalul din parc a avut loc în parcul Preston.
În 2004, „Mândria Brighton” a devenit o organizație de caritate pentru a dezvolta atât evenimentul cât și pentru a avansa educarea publicului prin creșterea gradului de conștientizare a problemelor cu care se confruntă persoanele LGBT. Un alt scop a fost și obținerea unor subvenții și donații pentru a susține organizațiile de voluntariat dinn zonă. În 2011, organizatorii controversați au introdus o taxă de intrare la festivalul din parc, deoarece compania a fost într-o ruină financiară și a pierdut peste 200.000 de lire în datorii, ulterior intrând în faliment. Din 2012, „Mândria” și-a schimbat conducerea și a strâns peste 300.000 de lire pentru comunitățile locale de LGBT. Evenimentul include acum parada tradițională a comunității,Festivalul din parcul Preston, petrecerea „Mândria Satului” în Kemptown, festivalul de film și arte, un show Pride Dog și mai multe petreceri de club în jurul orașului.

## Cap de afis
Mai jos este o listă de artiști care au fost cap de afis pe scena principală de la „Mândria Brighton” în trecut.
- Paloma Faith
- Alison Moyet
- MKS
- Stooshe
- Ms Dynamite

- Albastru
- Katy B
- Heather Pace Human League
- Ella Henderson
- Tulisa
- Ms Dynamite
- Fatboy Slim

- Carly Rae Jepsen
- Sister Sledge
- Fleur Est
- Alesha Dixon
- Dua Lipa
- DJ Fresh